# Diskografie Martina Babjaka
Tohle je diskografie zpěváka Martina Babjaka.

## Diskografie
- 1998: Martin Babjak Live - Radio Bratislava – (Státní filharmonie Košice)
- 1998: Romantica - Sony BMG
- 1999: Poetica - Monitor EMI - (Poetica/Duety)
- 2000: Folklorika - Martin Babjak a Ján Berky-Mrenica st. – Monitor/EMI – podtitul: Zo srdca spievam, zo srdca hrám
- 2002: Italianische Lieder – Pro Cultura Lafnitz
- 2006: Život je krásny – Milenium Records
- 2006: Ľudová pieseň – Slovak Radio Records
- 2009: Babjakovci v jaskyni – K2 studio
- 2014: Oy, mame, shlog mikh nisht! - Alea, Martin Babjak, Robo Roth – Pavlík Records

## Kompilace (výběr)
- (1996) Ave Maria – , CD
- (1999) Souhvězdí Gott – GOJA – 22. Martin Babjak – Vrať se do Sorenta (Ernesto de Curtis/Zdeněk Borovec) (2:14)
- (2000) Nejslavnější české duety , MC, CD – Bára Basiková & Martin Babjak – Veni Domine – (Pavel Vaculík, Daniel Hádl/Miloslava Lázňovská)
- (2001) Love Songs – BMG Ariola ČR , CD – 10. Na krídlach lásky (4:29)
- (2005) Petr Iljič Čajkovskij – Piková dáma, Opera o třech dějstvích v 7 obrazech – Státní opera, Praha, CD
- (2005) Drahoš Daloš a priatelia – Music Master, CD – 10. Z Veľkého Zálužia do Lehoty – Martin Babjak, 12. Prečože ma môj bača klial.. – Martin Babjak a Drahoš Daloš

## Martin Babjak Live
Martin Babjak Live je studiové album Martina Babjaka. Album bylo vydáno v roce 1998 Rádiem Bratislava na MC a CD.
- Seznam skladeb:

1. W.A.Mozart: Předehra k opeře Figarova svadba – 4:46
2. W.A.Mozart/L. da Ponte: Ária Giovanniho – Finch'han dal vino – z 1. dějství opery Don Giovanni – 1:48
3. W.A.Mozart/L. da Ponte: Dvojzpěv Zerliny a Giovanniho – Là ci darem la mano – z 1. dějství opery Don Giovanni – 3:46
4. G. Rossini/C. Sterbini: Kavatina Figara – Largo al factotum – z 1. dějství opery Barbier zo Sevilly – 5:30
5. G. Rossini/C. Sterbini: Dvojzpěv Rosiny a Figara – Dunque io son… Tu non m'inganni? – z 1. dějství opery Barbier zo Sevilly – 5:42
6. G. Donizetti/A. Royer, G. Vaez: Recitatív a ária Alfonza – Ma de' malvagi invan/Vien, Leonora – z 2. dějství opery Favoritka – 5:19
7. C. Gounod/J. Barbier, M. Carré: Modlitba Valentína – Avant de quitter ces lieux – z 2. dějství opery Faust a Margaréta – 4:07
8. G. Bizet: Mezihra k 2. dějství opery Carmen – 2:00
9. G. Bizet/H. Meilhac, L. Halévy: Ária toreádora Escamilla – Votre toast – z 2. dějství opery Carmen – 4:10
10. E. Curtis/D. Furno: Non ti scordar di me – úprava J. Hudec – 4:11
11. E. di Capua: O sole mio – úprava P. Breiner – 3:22
12. E. Kálmán: Předehra k opeře Čardášová princezná – 3:59
13. K. Millöcker/F. Zell, R. Genée/O. Kaušitz : Piseň Ollendorfa – Čo si o mne ženy myslia – z opery Žobravý študent – 2:56
14. G. Dusík/P. Braxatoris: Píseň Šandora Benického – Keby víno z neba pršalo – z opery Hrnčiarsky bál – 2:21
15. R. Piskáček/R. Mařík, E. Brožík: Pieseň tuláka – Ako vtáča svetom sem a tam – z opery Tulák – 2:21
16. M. Schneider-Trnavský/F. Urbánek: Keby som bol vtáčkom – ze sbírky Zo srdca – 3:34

- Další informace, tvorba alba:
  - Další účinkující
    - Ľubica Vargicová (3) – soprán
    - Jolana Forgašová (5) – mezzosoprán
    - Štátna filharmónia Košice
    - Alfred Walter – dirigent

  - Hudební režie: Rudolf Hentšel
  - Zvuková režie: Gejza Toperczer
  - Střih a amastering: Sonnica Bratislava
  - Producentka: Marta Földešová
  - Zodpovědná redaktorka: Viera Chalupová
  - Foto: Svätopluk Písecký, 1997
  - Grafická úprava: Róbert Nemček, 1998
  - Vydavatelství: Rádio Bratislava, 1998
  - Nahrávka z veřejného koncertu v Domě umění v Košicích 16. října 1997.

## Romantica
Romantica je studiové album Martina Babjaka. Album vydal v roce 1998 společností Sony BMG na MC a CD.
- Seznam skladeb:

1. Caruso – 5:23
2. Na krídlach lásky – 4:29
3. Ave Maria – 4:31
4. Too Much Love Will Kill You – 4:19
5. V búrke všedných dní (Cuba Libre) – 3:29
6. My Heart Will Go On – 5:10
7. Poštár zázrakov (If I Would I Ccouldí) – 2:16
8. Nothing’s Gonna Change, My Love For You – 4:18
9. Údolie rúk – 2:47
10. Make No Mistake, She's Mine – 4:02
11. Samba Pa Ti – 3:44
12. Brieždenie – 6:00
13. Voľanie diaľok – 3:02
14. Ľalia poľná – 4:15
15. Lúčenie (Caruso) ! – 5:23

## Poetika
Poetika/Duety je studiové album Martina Babjaka. Album vydal v roce 1999 společností Monitor EMI na MC a CD.
- Seznam skladeb:

1. Náhle – Martin Babjak a Karel Gott – 4:18
2. To čo je vzácne – Martin Babjak a Barbara Haščáková – 4:27
3. Gabriel – Martin Babjak a Daniel Hůlka – 5:02
4. Ako sneh (Vianočná) – Martin Babjak a Richard Müller – 2:54
5. Veni Domine – Martin Babjak a Bára Basiková – 3:47
6. Z výšin – Martin Babjak a Peter Dvorský – 3:20
7. Nostrodamus – Martin Babjak a Katarína Hasprov – 5:07
8. Je toľko spôsobov – Martin Babjak a Daniel Hůlka – 2:09
9. Ranná hviezda – Martin Babjak a Iveta Bartošová – 3:42
10. Láska len spí – Martin Babjak a Andrea Danková – 4:24
11. Keď príde dážď – Martin Babjak a Berco Balogh – 5:23
12. Pomněnka – Martin Babjak a Iveta Bartošová – 3:02
13. Láska je biely koň – Martin Babjak a Bára Basiková – 4:47
14. Bez slov – Martin Babjak a Katarína Hasprová – 3:46
15. Ave Maria – Martin Babjak a Barbara Haščáková – 4:32

## Folklór
Folklór – Zo srdca spievam, zo srdca hrám je studiové album Martina Babjaka a Jána Berky-Mrenicu. Album vydal v roce 2000 společností Monitor EMI na CD.
- Seznam skladeb:
- 01. Pijácké – 7:19
  - Ešte si ja
  - Pijú chlapci, pijú
  - Nikto nevie, čo ma bolí
  - Odteraz si nový život započnem
- 02. Keď som išiel pole orať – 6:19
  - Keď som išiel pole orať
  - Starajú sa susedovci
  - Bou si šuhaj, bou si
- 03. Povedzte mojej materi – 3:16
- 04. Beťárske – 6:37
  - Zrejú, zrejú
  - Niet beťára v tej Očovej
  - Ach, Anička
  - Išlo dievča, išlo
- 05. Zbojnícke – 6:23
  - Kamaráti moji
  - K horám, chlapci k horám
  - Ej, a ja tak, a ja tak
- 06. Východniarske – 4:59
  - Starala še moja milá
  - Ej, od Prešova
- 07. Laznícke – 10:16
  - Preletel vták
  - Dšoučátko bledej podoby
  - Hore na poľane
  - Na tom moste
  - Na laze, na laze
  - Opýtam sa mojej mamky
  - Ešte som sa len ženiť mal
  - Další informace, tvorba alba:
- Zpívá Martin Babjak, hrají Ďábelské housle
- primáš – Ján Berky Mrenica
- Lidové písně upravil Ján Berky Mrenica
- Vydal Monitor EMI

## Život je krásný
Život je krásný je studiové album Martina Babjaka. Album vydal v roce 2006 společností Milenium Records na CD.
- Seznam skladeb:

1. Mladá pani
2. Kaťuša
3. Vo vlaku
4. Hajzldáma
5. Išiel Jano
6. Rádioamatér
7. Blues in F
8. Mravce
9. Robin
10. Hymna otužilcov
11. Je mi nanič
12. Karol
13. Mama
14. Predavač
15. Banská Bystrica

- - Další informace, tvorba alba:
- Martin Babjak – zpěv, banjo, foukací harmonika, balalajka
- Henry Tóth
- Vydal: Milenium Records